# Ustawa ziemska Niebiańskiej Dynastii
Ustawa ziemska Niebiańskiej Dynastii (chiń. 天朝田亩制度; pinyin Tiāncháo tiánmǔ zhìdù) – jeden z najważniejszych dokumentów wydanych przez rząd tajpingowski, ogłoszony w 1853 roku.
Dotyczył większości sfer funkcjonowania powstańczego państwa, między innymi kształtu jego aparatu urzędniczego i sił zbrojnych. Poruszał również zagadnienia o charakterze społecznym, takie jak  podział ziemi czy zabezpieczenie socjalnego ludności. Jego zapisy miały w dużej mierze charakter utopijny.